# Guerra de precios del petróleo entre Rusia y Arabia Saudita de 2020

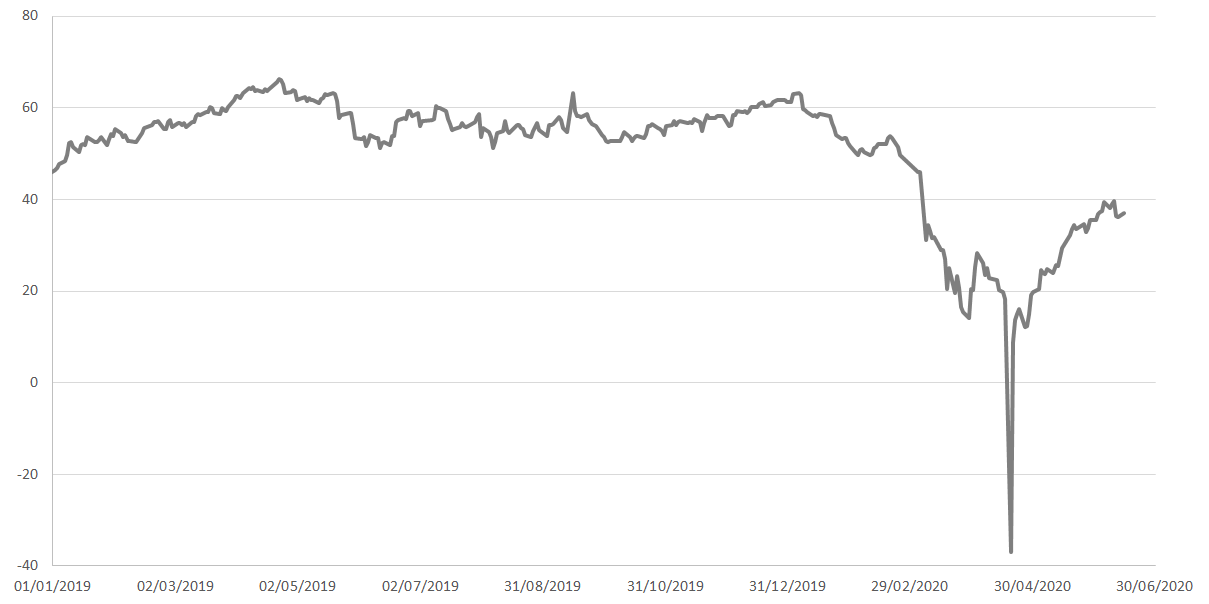
Movimiento del precio del WTI a partir de 2019. El 20 de abril de 2020 los precios cayeron por debajo de cero por primera vez en la historia.

El 8 de marzo de 2020, Arabia Saudita inició una guerra de precios con Rusia, lo que provocó una caída importante en el precio del petróleo. El precio del petróleo de los Estados Unidos cayó un 34 %, el precio del crudo cayó un 26 % y el del petróleo Brent un 24 %. La guerra de precios fue provocada por una ruptura en el diálogo entre la Organización de Países Exportadores de Petróleo y el Gobierno de la Federación de Rusia sobre los recortes de producción de petróleo propuestos en medio de la pandemia de coronavirus 2019-20. Los precios del petróleo ya habían caído un 30 % desde el comienzo del año debido a una caída en la demanda. La caída de los precios fue una de las causas del colapso del mercado de valores global el 9 de marzo de 2020, conocido coloquialmente como Lunes negro.
La reducción en la demanda de viajes y la falta de actividad fabril debido al brote impactaron significativamente la demanda de petróleo, haciendo que su precio cayera. A mediados de febrero, la Agencia Internacional de Energía pronosticó que el crecimiento de la demanda de petróleo en 2020 sería el más pequeño desde 2011. La caída de la demanda china resultó en una reunión de la Organización de Países Exportadores de Petróleo (OPEP) para discutir un posible recorte en la producción para equilibrar la pérdida de demanda. Inicialmente, el cartel llegó a un acuerdo tentativo para reducir la producción de petróleo en 1,5 millones de barriles por día después de una reunión en Viena el 5 de marzo de 2020, lo que llevaría los niveles de producción al nivel más bajo desde la guerra de Irak.
El 8 de marzo de 2020, Arabia Saudita anunció inesperadamente que aumentaría la producción de petróleo crudo y lo vendería con un descuento (de $ 6 a 8 por barril) a clientes en Asia, Estados Unidos y Europa, luego del colapso de las negociaciones mientras Rusia se resistía la llamada a cortar la producción. Los mayores descuentos se dirigieron a clientes petroleros rusos en el noroeste de Europa. Antes del anuncio, el precio del petróleo había bajado más de un 30 % desde el comienzo del año, y tras el anuncio de Arabia Saudita, cayó un 30% más, aunque luego se recuperó un poco. Brent Crude, que solía cotizar dos tercios de los suministros mundiales de petróleo crudo, experimentó la mayor caída desde la Guerra del Golfo de 1991 en la noche del 8 de marzo. Además, el precio del West Texas Intermediate cayó a su nivel más bajo desde febrero de 2016. El experto en energía Bob McNally señaló: «Esta es la primera vez desde 1930 y 1931 que un choque masivo de demanda negativa ha coincidido con un choque de oferta» en ese caso, fue la Ley de Aranceles Smoot-Hawley que precipitó un colapso en el comercio internacional durante la Gran Depresión, coincidiendo con el descubrimiento del Campo Petrolífero del Este de Texas durante el auge petrolero de Texas. Los temores de la guerra de precios del petróleo entre Rusia y Arabia Saudita causaron una caída en las existencias estadounidenses y han tenido un impacto particular en los productores estadounidenses de petróleo de esquisto bituminoso.

## Antecedentes
A partir de 2014, la producción de petróleo de esquisto bituminoso estadounidense aumentó su participación en el mercado; A medida que otros productores continuaron produciendo petróleo, los precios cayeron de más de $ 114 por barril en 2014 a alrededor de $ 27 en 2016. En septiembre de 2016, Arabia Saudita y Rusia acordaron cooperar en la gestión del precio del petróleo, creando una alianza informal de la OPEP y la no OPEP. productores que se denominó «OPEP+». Para enero de 2020, la OPEP+ había reducido la producción de petróleo en 2,1 millones de bpd, con Arabia Saudita haciendo las mayores reducciones en la producción.
Como resultado de la pandemia de coronavirus 2019-2020, la producción de la fábrica y la demanda de transporte disminuyeron, lo que también redujo la demanda general de petróleo y provocó la caída de los precios del petróleo. El 15 de febrero de 2020, la Agencia Internacional de Energía anunció que el crecimiento de la demanda caería a la tasa más baja desde 2011, con un crecimiento de 325,000 barriles por día a 825,000 barriles por día, y una contracción en el consumo de 435,000 barriles por día. Aunque la demanda de petróleo estaba cayendo a nivel mundial, una caída en la demanda en los mercados de China, la más grande desde 2008, desencadenó una cumbre de la OPEP en Viena el 5 de marzo de 2020. En la cumbre, la OPEP acordó reducir la producción de petróleo en 1.5 millones de barriles adicionales por día. hasta el segundo trimestre del año (un recorte de producción total de 3.6 millones de bpd del acuerdo original de 2016), y se espera que el grupo revise la política el 9 de junio durante su próxima reunión. La OPEP pidió a Rusia y a otros miembros de la OPEP+ que no pertenecen a la OPEP que cumplan con la decisión de la OPEP. El 6 de marzo de 2020, Rusia rechazó la demanda, marcando el final de la asociación no oficial, con los precios del petróleo cayendo un 10 % después del anuncio.
En febrero de 2020, la administración Trump impuso sanciones a la mayor compañía petrolera de Rusia, Rosneft. Rusia puede haber visto la guerra del petróleo como una forma de tomar represalias contra las sanciones estadounidenses.

## Eventos

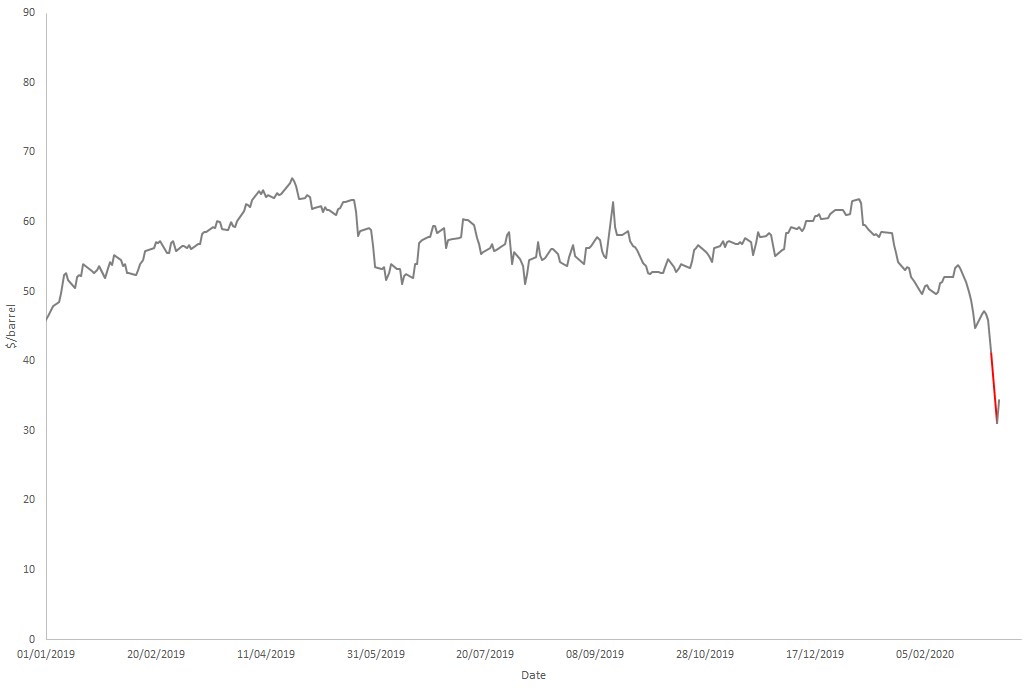
Movimiento del precio del WTI a partir de 2019. En rojo está el cambio del día 9 de marzo de 2020.

El 8 de marzo de 2020, Arabia Saudita anunció descuentos de precios inesperados de $ 6 a $ 8 por barril a clientes en Europa, Asia y los Estados Unidos. El anuncio provocó una caída libre en los precios del petróleo y otras consecuencias ese día, con el crudo brent cayendo en un 30%, la mayor caída desde la Guerra del Golfo. El West Texas Intermediate, un grado de petróleo crudo utilizado como punto de referencia en el precio del petróleo, cayó un 20%. El 9 de marzo de 2020, las bolsas de valores de todo el mundo informaron pérdidas importantes gracias en parte a una combinación de guerra de precios y temores sobre el brote de coronavirus. Los efectos se sintieron fuera de los precios del petróleo y los mercados de valores también; tras el anuncio, el rublo ruso cayó un 7% a un mínimo de 4 años frente al dólar estadounidense. En los días posteriores al anuncio, los precios y los mercados del petróleo se recuperaron un poco, con los precios del petróleo aumentando en un 10%, y la mayoría de los mercados de valores se recuperaron el día después del lunes negro. El 10 de marzo, Arabia Saudita anunció que aumentaría su producción de 9.7 millones de barriles por día a 12.3 millones, mientras que Rusia planeaba aumentar la producción de petróleo en 300,000 barriles por día. Los precios del petróleo sufren el 16 de marzo de 2020 una de las peores caídas de los últimos años. El barril del crudo Brent caía 10,19% con una cotización de 30.40 dólares. Mientras que el WTI en Nueva York bajaba 7,09% a 29.43 dólares. El 17 de marzo de 2020, el mercado del petróleo sigue en caída libre, el barril Brent quedó a 29 dólares y el West Texas Intermiadete quedó al final de la jornada en 27 dólares.
El día 18 de marzo de 2020 volvió a derrumbarse debido a la sobreoferta y a la caída de la demanda mundial debido a la pandemia por el COVID-19 el barril WTI quedó al final de la jornada a 20,37 dólares, una fuerte baja de 24.4% a mínimo desde febrero de 2002 y el petróleo Brent quedó a 25.86 dólares cayendo en un 9%.

## Impacto

Los precios del petróleo por barril necesarios para que cada país de la OPEP equilibre su presupuesto (en dólares estadounidenses).

### Arabia Saudita
Saudi Aramco va reducir los gastos de capital de $35-40 millones planeados a $25-30 mil millones.

### Federación Rusa
El Gobierno ruso había pronosticado inicialmente que tendría un superávit de 930 mil millones de rublos ($ 11,4 mil millones de dólares) en 2020, pero tras el estallido de la guerra de precios declaró que esperaba tener un déficit. El rublo ha caído, habiendo caído más del 30 por ciento entre principios de 2020 y el 18 de marzo.

### Mercados
El hundimiento de los precios de petróleo ha provocado esta guerra comercial ruso-saudita porque segundos de abrir las principales bolsas de valores del planeta, el 9 de marzo de 2020, el barril cayó de 45 a 31 dólares, registrando una de las caídas más pronunciada desde 1991, durante la Guerra del Golfo y este fuerte retroceso se produce en medio de la crisis mundial por la pandemia del coronavirus COVID-19 y ha causado una fuerte caída en las bolsas de valores de todo el planeta.

### Otros productores
En respuesta a la caída del precio múltiples productores de petróleo en América del Norte suspendieron la perforación de nuevos pozos. Los productores de petróleo de esquisto bituminoso en América del Norte generalmente requieren precios del petróleo superiores a 40 dólares por barril para sostener las operaciones, y se espera que los recortes en los nuevos campos petroleros anulen el crecimiento esperado en la producción de petróleo de los Estados Unidos.
Las previsiones de la Administración de Información de Energía de Estados Unidos muestran que la producción de petróleo crudo de Estados Unidos se reduciría de 13,2 millones de bpd en mayo de 2020 a 12,8 millones de bpd en diciembre de 2020 debido a la guerra de precios, y que luego se reduciría a 12,7 millones de bpd en 2021.
Los productores de petróleo iraquí y kuwaití también anunciaron descuentos en los precios a sus clientes, aunque el descuento de Irak fue menor que el de Arabia Saudita. Los Emiratos Árabes Unidos también anunciaron un aumento en la producción a 4 millones de barriles por día, más que la capacidad de producción estimada del país de 3.5 millones de bpd. Irán siguiendo el ejemplo de Arabia Saudí, redujo los precios para las ventas de crudo de abril.
El colapso del mercado petrolero asestó un nuevo golpe a la arruinada economía de Venezuela, altamente dependiente de su menguada producción de crudo, ahora perjudicada por las sanciones de Estados Unidos y por la dura crisis política, económica y social en curso desde 2014.
Nicolás Maduro, pide a los socios de la OPEP trabajar para lograr soluciones que devuelva el equilibrio al mercado petrolero e invitando a los miembros extra OPEP para llegar a un acuerdo.
En los Estados Unidos, Whiting Petroleum Corporation, que produjo 120,000 barriles por día, fue el primer productor importante en declararse en bancarrota debido a la caída del precio del petróleo. Diamond Offshore Drilling, un contratista de perforación en alta mar, también se declaró en bancarrota, citando la guerra de precios y la caída de la demanda de petróleo debido a la pandemia de coronavirus.
La extracción de petróleo en Estados Unidos disminuyó en 2,8 millones de barriles diarios (b/d) entre abril y junio, aseguró la Agencia Internacional de la Energía (AIE) en un informe publicado. Según el organismo Internacional, la producción petrolera del país norteamericano «tocó fondo» en ese periodo y empieza a recuperarse lentamente.
Chesapeake Energy Corp. anunció su declaración de quiebra el domingo 28 de junio, en medio de un tiempo brutal para el sector energético. Los precios han caído en toda la pandemia de coronavirus a medida que la demanda se ha desmoronado y la expansión económica que comenzó en 2009 terminó en febrero. El precio de las acciones de Chesapeake ha caído casi un 93% en 2020.Chesapeake se convirtió el domingo en el mayor productor estadounidense de petróleo y gas en buscar protección por bancarrota en al menos cinco años.
Noruega, el mayor exportador de petróleo de Europa, experimentó una caída de su moneda a mínimos históricos frente al euro, y el Banco Central de Noruega preparó una intervención monetaria por primera vez en dos décadas. El Banco Central de Nigeria también devaluó su naira frente al dólar, mientras que el mercado de valores del país y los precios de los bonos (junto con los de Angola) cayeron.

## El petróleo a precio negativo por primera vez en la historia
Los precios del petróleo se mantuvieron deprimidos durante el resto de marzo. El 2 de abril, el presidente de los Estados Unidos, Donald Trump, afirmó que sería posible una reducción de 10-15 millones de barriles en la producción, citando negociaciones entre Rusia y Arabia Saudita que negoció detrás de escena. Al día siguiente, el presidente ruso, Vladímir Putin, ordenó al ministro de energía, Alexander Novak, que preparara una reunión extraordinaria de la OPEP y declaró que la producción mundial podría reducirse en 10 millones de barriles. En respuesta a la declaración de Putin, los precios del petróleo subieron. Incluso con un recorte de 10 millones de bpd, la Agencia Internacional de Energía estimó que las reservas mundiales de petróleo seguirán aumentando en 15 millones de bpd. Director de la AIE, Fatih Birol, declaró que 50 millones de empleos relacionados con la refinación de petróleo y el comercio minorista estaban en riesgo a nivel mundial. Los precios del petróleo en Estados Unidos aumentaron un 25% el 2 de abril, el mayor aumento de un día en la historia. El petróleo Brent aumentó a $ 32 el 3 de abril.
Más tarde, el 3 de abril, los ministros de Asuntos Exteriores y de Energía de Arabia Saudita emitieron declaraciones criticando a Putin, culpando a Rusia por no participar en el acuerdo de la OPEP+.
La OPEP esperaba que la demanda cayera en 6,8 millones de barriles, luego se redujera en hasta 35 millones de barriles. El 9 de abril, la OPEP y Rusia acordaron reducir en 10 millones de barriles. Estados Unidos esperaba que su producción cayera en 2 millones de barriles a finales de año. La OPEP solicitó a México que reduzca en 400,000 barriles. México propuso reducir su producción de petróleo en 100,000 barriles durante dos meses, de 1.781 millones de barriles a 1.681 millones de barriles.
La diferencia de precio de entrega del WTI entre meses resultó en un contango inusualmente alto; comprar petróleo barato para almacenar para su venta posterior.
El 20 de abril, el precio del petróleo WTI para entrega en mayo (que expira el 21 de abril) cayó en territorio negativo (-37$/barril) por primera vez en la historia registrada debido a la demanda deprimida y la capacidad de almacenamiento insuficiente, particularmente en la ubicación de medición del WTI en Cushing, Oklahoma, donde se encuentran las tuberías y la capacidad de almacenamiento es de 92 millones de barriles. Parte del petróleo canadiense cayó a 0$, cerrando parte de la producción. El petróleo Brent cayó a 18$/barril.